# Giuliano Brugnotto
Giuliano Brugnotto (* 7. listopadu 1963 Carbonera) je italský římskokatolický duchovní a biskup Vicenzy.

## Život
Narodil se 7. listopadu 1963 v Carboneře.
Vstoupil do kněžského semináře v Trevisu. Dne 19. května 1990 byl biskupem Paolem Magnani vysvěcen na kněze a inkardinován do diecéze Treviso. Stal se farním vikářem v Silea. Působil také jako biskupský ceremoniář. Roku 1996 získal na Papežské univerzitě Gregoriana doktorát z kanonického práva. Vyučoval na vyšším semináři v Trevisu a zastával funkci defensora vinculi soudu Církevní oblasti Triveneto.
Od roku 2006 byl ředitelem liturgického úřadu diecéze. O čtyři roky později jej arcibiskup Gianfranco Agostino Gardin ustanovil biskupským kancléřem a následující rok členem kapituly. Od roku 2021 zastával úřad generálního vikáře.
Dne 23. září 2022 jej papež František jmenoval biskupem Vicenzy. Biskupské svěcení přijal 11. prosince z rukou kardinála Pietra Parolina a spolusvětiteli byli biskup Beniamino Pizziol a biskup Michele Tomasi.

## Dílo
- Giuliano Brugnotto, L'aequitas canonica. Studio e analisi del concetto degli scritti di Enrico da Susa (cardinal ostiense), Pontificio Istituto Biblico, 1999